# Шань-шуй

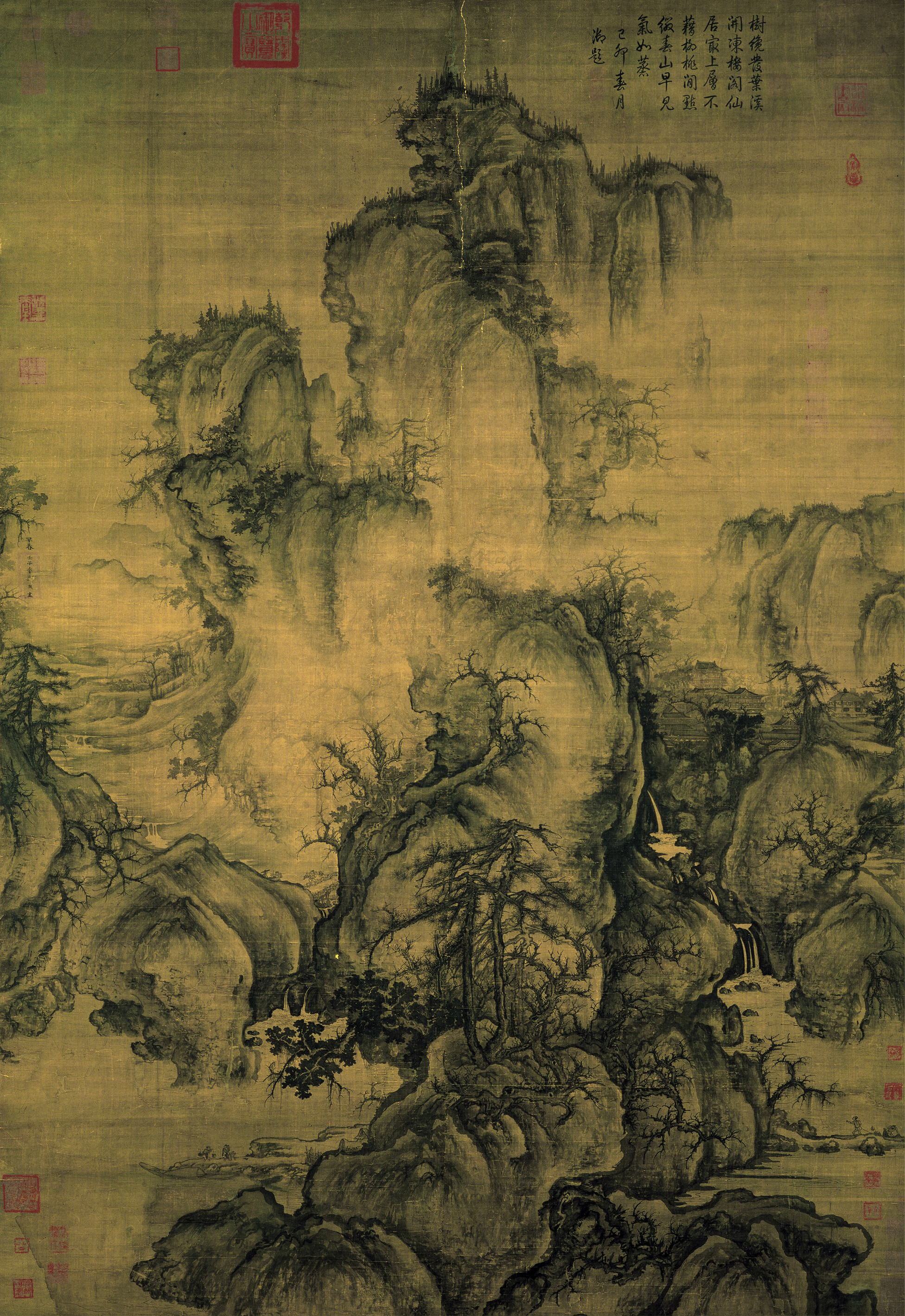
«Рання Весна», малюнок династії Northern Song художник Guo Xi (c. 1020 — c. 1090)

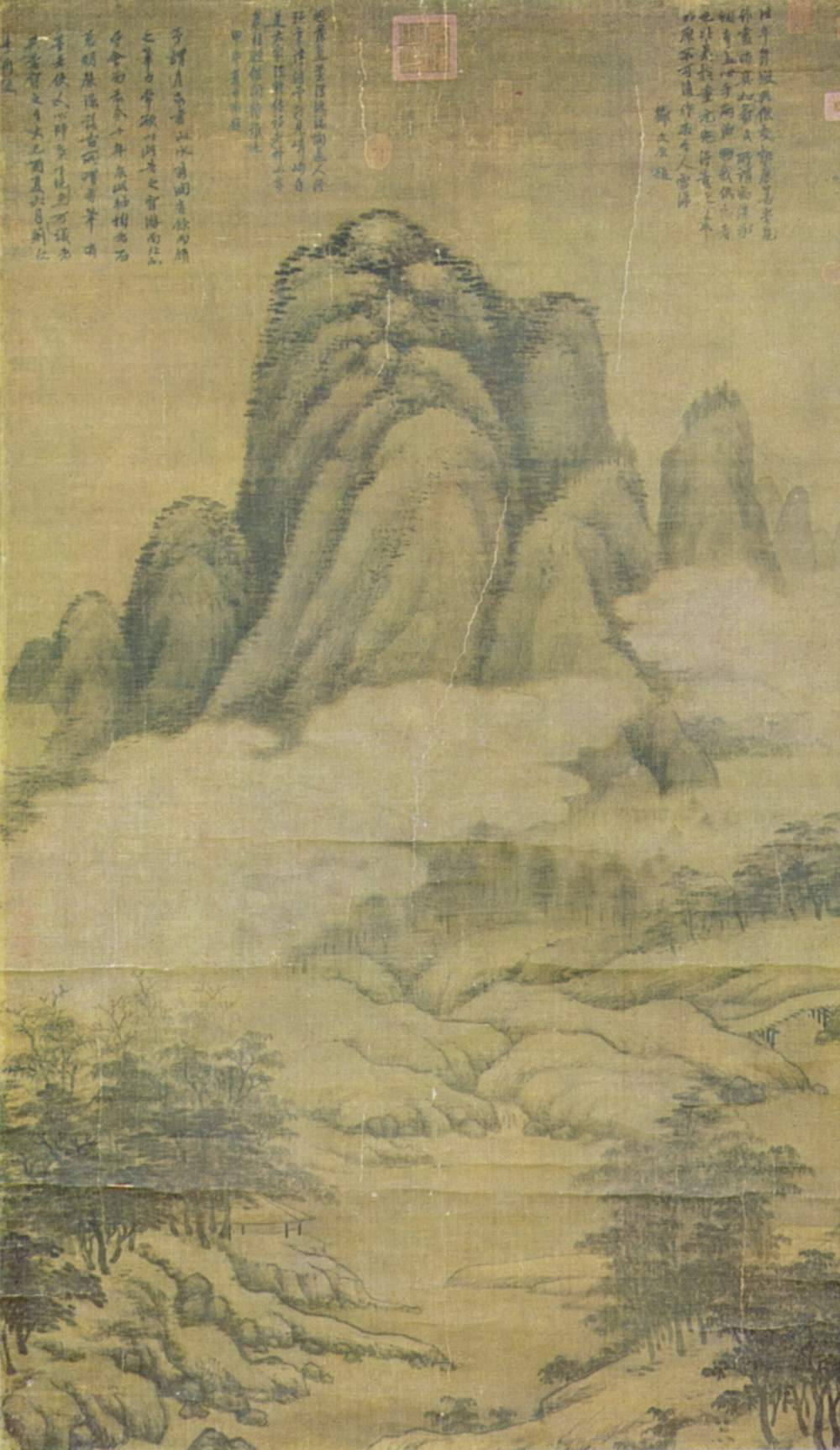
Малюнок династії Yuan художник Ґао Кеґун (1248–1310)

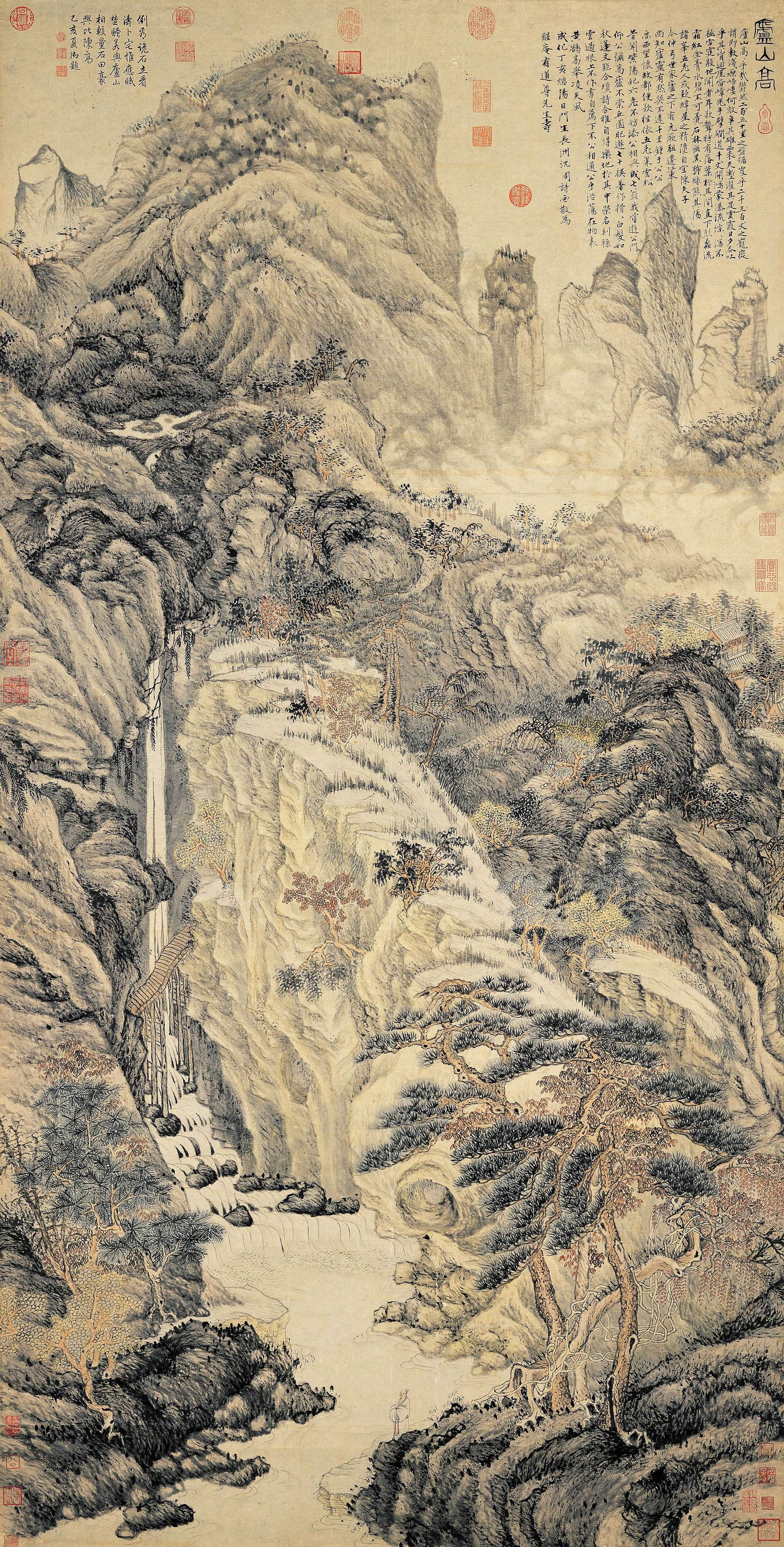
Зображення часів Імперії Мін, художник Шень Чжоу, 1467. «Велична гора Лу»

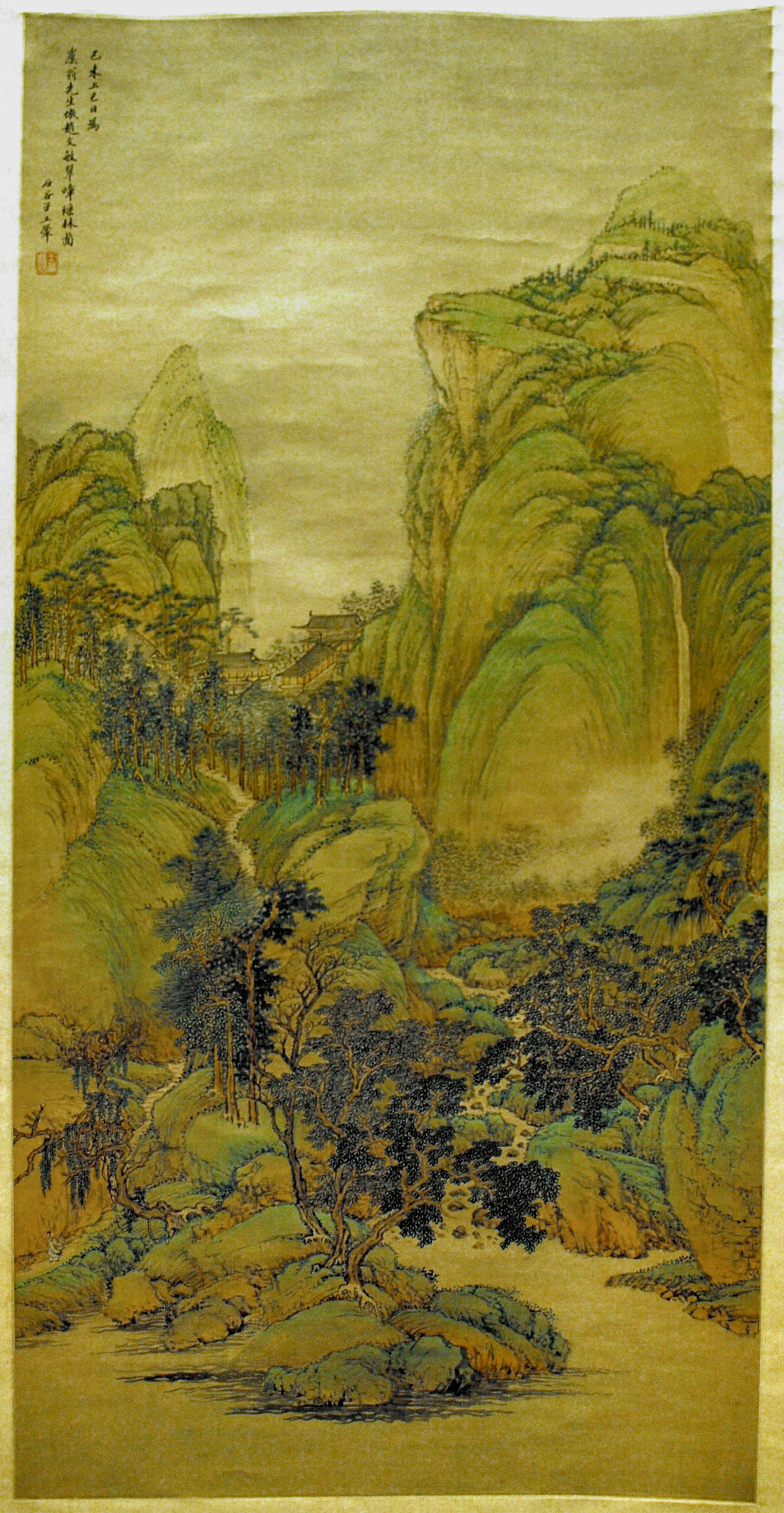
Малюнок династії Qing художник Wang Hui, 1679

Шань-шуй (кит.: 山水 lit. «Гора-води») — традиційні китайські пейзажні композиції із зображенням гір і води.

## Інтерпретація і техніка
Гори, скелі, потоки, хмари, туман - сакральні елементи китайського космосу, що символізують чоловіче та жіноче начало, а також їх взаємодію (див. інь і ян). Для малюнка використовуються мінеральні фарби або чорна туш; зображення супроводжуються  каліграфічними написами.

## Історія
Жанр склався на початку нашої ери. Його попередниками вважаються кам'яні рельєфи, бронзові курильниці та дзеркала динстії Хань (206 до н.е.-220: напр., зображення міфічної гори Куньлунь). Найвищий розквіт шань-шуй у живописі — X–XIII століття (художники Го Сі, Лі Тан, Ма Юань). Аналогічна тематика присутня також у класичній пейзажній ліриці.

## Відомі художники

### Династія Суй та раніше
- Чжан Цзицянь (550—617)

### Династія Тан і період роздробу
- У Дао-цзі (685—758).
- Цзін Хао (855—915)
- Гуань Тун (870—960)
- Дун Юань (?—962)
- Хуан Цюань (900—965)
- Цзюй-жань (X сторіччя)

### Династія Сун
- Фань Куан (990—1020)
- Цуй Бо (1050—1074)
- Лі Гун-лін (1049—1106)
- Мі Фу (1051—1107)
- Ван Сімен (1096—1119)
- Ся Гуй (1180 — 1230)

### Династія Юань
- Чжао Менфу (1254—1322)
- У Чжень  (1280—1354)
- Хуан Гунван (1269—1356)

### Династія Мін
- Ван Мен (1308—1385)
- Лі Цзай (?—1431)
- Дай Цзінь (1388—1462)
- Тан Ін (1470—1524)
- Вень Чженмін (1470—1559)
- Чень Чунь (1482—1544)
- Дун Цичан (1555—1636)

### Династія Цін
- Лань Ін (1585—1666)
- Ван Ши-мін (1592—1680)

## Ресурси Інтернету
- Вікісховище має мультимедійні дані за темою: Шань-шуй